# پردسیا
پردسیا (به لاتین: Pardesiya) یک منطقهٔ مسکونی در اسرائیل است که در استان مرکز (اسرائیل) واقع شده‌است.